# To my, rugbiści
To my, rugbiści – film dokumentalny produkcji polskiej, jego premiera odbyła się 12 grudnia 2000 roku. Obraz wyreżyserował Sylwester Latkowski. Dokument został poświęcony historii grupy kibiców-szalikowców zespołu piłkarskiego Arki Gdynia, którzy założyli zespół rugby, a następnie zdobyli w tej dyscyplinie tytuł mistrza Polski. W filmie wystąpili: Jakub Szymański, Jacek Wojaczek, Dariusz Komisarczuk i Zbigniew Rybak.
Telewizyjna premiera odbyła się 8 marca 2001 roku w programie TVP1, w ramach cyklu „Czas na kontrowersyjny dokument”. Projekcja filmu odbyła się także podczas XI Festiwalu Mediów w Łodzi „Człowiek w zagrożeniu”.
Pomysł filmu powstał w trakcie pobytu Sylwestra Latkowskiego w zakładzie karnym, gdzie poznał Jakuba Szymańskiego. Film wywołał wiele kontrowersji, Latkowskiego oskarżono o gloryfikowanie przemocy, czy wręcz zwykłego bandytyzmu.

## Ścieżka dźwiękowa
To my, rugbiści – ścieżka dźwiękowa z filmu ukazała się w grudniu 2000 roku nakładem wytwórni muzycznej T1-Teraz w dystrybucji Koch International Poland. Na wydawnictwie znalazły się m.in. utwory takich wykonawców jak: Rahim, Grammatik, Endefis oraz Paktofonika. Nagrania dotarły do 23. miejsca listy OLiS. W ramach promocji do utworu "Szansa" formacji Fenomen został zrealizowany teledysk. Ciesząca się popularnością piosenka dotarła do 11. miejsca Szczecińskiej Listy Przebojów Polskiego Radia.
Lista utworów
Opracowano na podstawie materiału źródłowego.
1. Sylwester Latkowski i Zbigniew Rybak – „Credo – Intro”
2. Echo i DJ Romek – „Dajemy wszystko (sto procent)”
3. NecOne – „Nastały ciężkie dni”
4. Dariusz Komisarczyk – „Bez szans”
5. Fenomen – „Szansa”
6. Rahim – „W moich kręgach”
7. Guga – „Frajer z bogatego domu”
8. Szelma – „To do ciebie…”
9. Grammatik – „Każdy ma chwile (Weber Remix)”
10. Zbigniew Rybak – „Szarpanki”
11. Endefis – „Pamięć”
12. Paktofonika – „Chwile ulotne”
13. Jakub Szymański – „Nie ma podziału na lepszych i gorszych”
14. Eldo – „Powiedz”
15. Meritum – „Od początku do końca”
16. Dariusz Komisarczyk – „Przemiana”
17. Peja i Zbigniew Rybak – „Rugbiści”
18. Grammatik – „CHCWD (Edit)”